# Maximilian Kerner
Maximilian Kerner (* 1949 in Gunzenhausen; † Juli 2005) war ein Nürnberger Lyriker, Liedermacher, Grafiker und Buchhändler.

## Leben und Wirken
Maximilian Kerner wurde 1949 im fränkischen Gunzenhausen geboren. 1966 zog er 17-jährig nach Nürnberg und arbeitete dort als Buchhändler. Bereits in den sechziger Jahren trat er auf und verlagerte seine Aktivitäten immer mehr auf stark Mundart gefärbte fränkische Texte. Seit etwa 1995 bestritt er seine Auftritte meist als Kerner’s Kombo mit den in Nürnberg bekannten Musikern Miller the Killer (Piano), Dieter Schreiber (Bass) und Anselm Gayler (Schlagzeug). In dieser Formation nahm „Kerner’s Kombo“ 1999 am Nürnberger Bardentreffen teil. Mit dem Lied Iiech bin a Glubberer setzte er seinem Lieblings-Fußballverein, dem 1. FC Nürnberg, und sich 1995 ein Denkmal. Die Nürnberger Abendzeitung schrieb über ihn: Was den Kölnern ihr Niedecken und den Wienern ihr Ambros, das könnte den Nürnbergern doch nun endlich Maximilian Kerner werden. Zusammen mit Günter Stössel übertrug er 2001 den Wilhelm-Busch-Klassiker Max und Moritz ins Fränkische.
Maximilian Kerner erlag 2005 mit 56 Jahren einem Herzinfarkt.

## Auszeichnungen
- 1978: Preis der Stadt Nürnberg (Förderpreis)

## Werke

### Bücher
- Songbuch Texte 1967-1979. Hrsg. und Red. Jürgen Wolff. Plakaterie, Nürnberg 1980, ISBN 3-88469-012-4.
- Gnabb derneem: Gedichte und Szenen. ars vivendi, Cadolzburg 2000, ISBN 3-89716-107-9.
- mit Günter Stössel: Max und Moritz / Die fromme Helene, aff fränggisch. Illustrator Wilhelm Busch. 2. Auflage. ars vivendi Cadolzburg 2001, ISBN 3-89716-220-2.
- Druggns Brood: Nonsense-Gedichte in fränkischer Mundart. 3. Auflage. ars vivendi, Cadolzburg 2001, ISBN 3-931043-13-4.

### Tonträger
- In jenem Haus in dem ich wohne – Nürnberg: Brutkasten. 1978. LP.
- Kerner’s Kombo: Is leddsde Seidler – Nürnberg: media-arte. 1991. CD.
- Kerner’s Kombo: Iiech bin a Glubberer – Nürnberg: media-arte. 1995. CD.
- Kerner’s Kombo: Dadiederdeidaddaa – Nürnberg: media-arte. CD.
- Kerner’s Kombo: Totensonntag – Nürnberg: media-arte. CD.
- Kerner’s Kombo: Schäuferle midd Gloos – Nürnberg: media-arte. CD.